# Ontologia wyższego poziomu
Ontologia wyższego poziomu (ang. upper ontology, top-level ontology, foundation ontology) – ontologia (w znaczeniu stosowanym w informatyce) składająca się z bardzo ogólnych terminów (takich jak „obiekt”, „własność”, „relacja”), które są wspólne dla wszystkich dziedzin. Ważną funkcją ontologii wyższego poziomu jest wspieranie szerokiej interoperacyjności semantycznej pomiędzy dużą liczbą ontologii dziedzinowych poprzez dostarczanie wspólnego punktu wyjścia do formułowania definicji. Terminy w ontologii domenowej są klasyfikowane według terminów w ontologii wyższego poziomu, np. klasy ontologii wyższej są superklasami lub nadzbiorami wszystkich klas w ontologiach domenowych.

## Przykładowe ontologie wyższego poziomu
Poniższa tabela zawiera dane pochodzące głównie z artykułu „A Comparison of Upper Ontologies”:
| Nazwa   | Pierwsze wydanie | Najnowsze wydanie        | Zastosowanie                                                                                       | Licencja                     |
| ------- | ---------------- | ------------------------ | -------------------------------------------------------------------------------------------------- | ---------------------------- |
| Cyc     | 1984             | 6.1, wydane 2017.11.27   | Tworzenie bazy danych tak zwanego zdrowego rozsądku, przeznaczenie do rozumowania przez systemy AI | komercyjna                   |
| BFO     | 2002             | BF0 2020 ISO/IEC 21838-2 | Ontologia wyższego poziomu do promowania interoperacyjności ontologii domenowych                   | Licencja BSD                 |
| gist    | 2007             | 13.0.0 - lipiec 2024     | Minimalistyczna ontologia wyższego poziomu, dla rozwiązań enterprise                               | Creative Commons Share Alike |
| WordNet | połowa lat 1980. | 3.1 w 2011               | Sieć semantyczna oparta na zasadach psycholingwistyki, używane do przetwarzania języka naturalnego | Licencja BSD                 |